# Бардаскан
Бардаскан (перс. بردسكن) је град у и главни град Бардасканске жупаније, у Разави Корасан провинцији, Иран. По попису становништва из 2006. имао је 23.142 становника, у 5,960 породица.

## Галерија
- Алиабад торањ
- Фирузабад торањ